# CJDM-FM

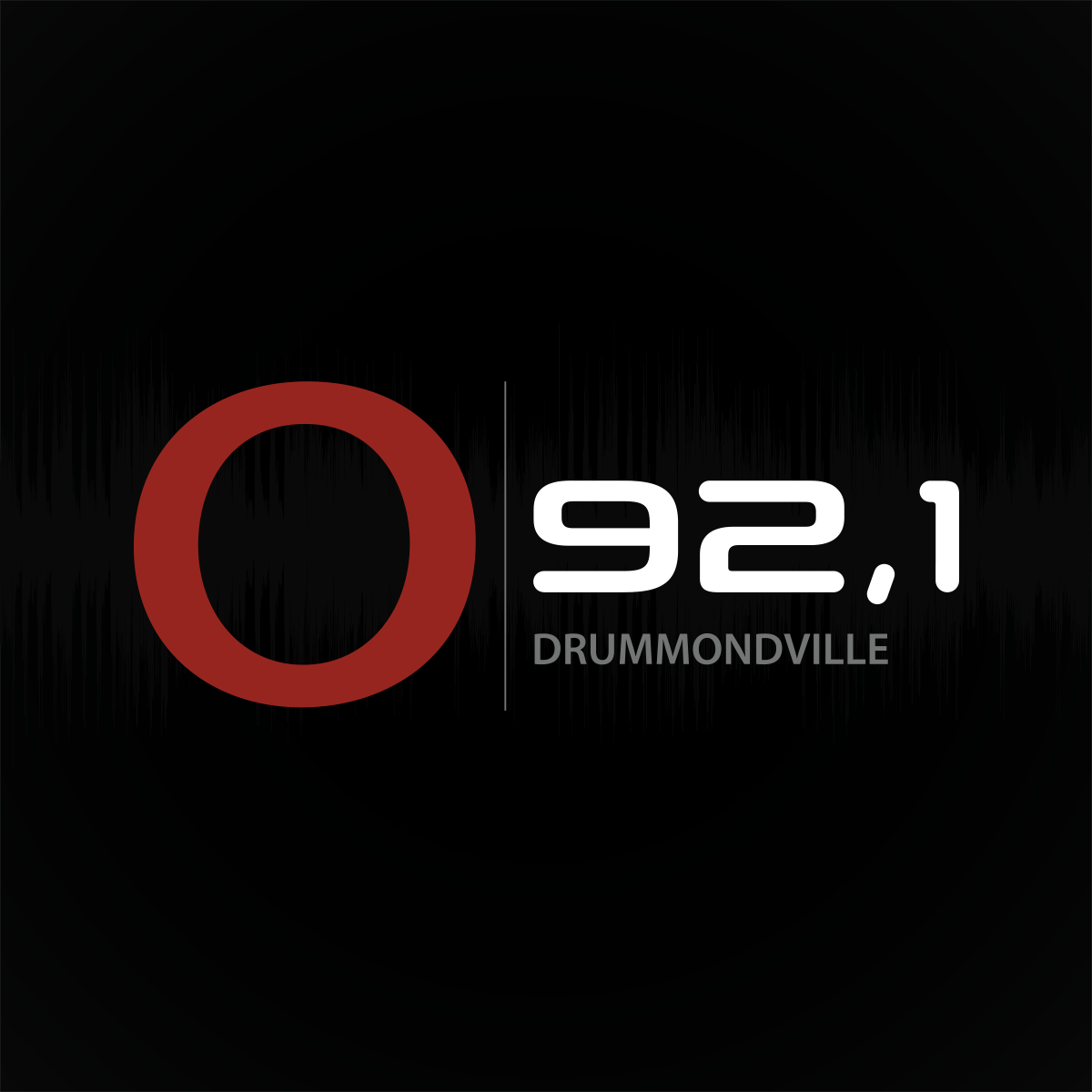

CJDM-FM diffusant sous le nom de O 92,1 Drummondville est une station de radio commerciale privée québécoise située et diffusée dans le secteur de Drummondville, au Québec, appartenant à Arsenal Media, et affiliée au réseau O.
La station de classe C diffuse sur la fréquence 92,1 MHz avec une puissance d'antenne de 100 000 watts via un émetteur unidirectionnel.
O 92,1 diffuse de la musique de format contemporain et top 40.

## Historique
La station de radio, d'abord désignée sous le nom CJDM-FM, est fondée en 1987 par Communications Grantham Inc. et diffuse à une puissance d'antenne de 3 000 watts, initialement en tant que station sœur de CHRD-AM 1 480 kHz. Ses opérations ont commencé le 15 août 1987 et diffusait de la musique soft rock. Elle rediffusait la programmation de CHOI-FM de Québec entre minuit et 6 h.
En 1988, Cogeco tente un rachat de Radio-Drummond (CHRD) et de Communications Grantham. Le CRTC rejette l'offre d'achat de Cogeco. Selon le Conseil, comme Cogeco n'avait pas démontré de façon satisfaisante que les transferts de propriété proposés entraîneraient des avantages significatifs pour la collectivité, les transferts n'étaient pas dans l'intérêt public.
En 1990, Diffusion Power prend possession de CJDM-FM et change le format pour 60 % soft rock et 40 % hard rock. Diffusion Power affilie CJDM au réseau Radio Énergie le 17 août 1992.
En 2000, Corus Entertainment prend possession de Diffusion Power. CJDM et CIKI-FM à Rimouski deviennent des stations affiliées à CKOI en septembre 2001. Le territoire de Drummondville n'ayant plus de station Énergie, Astral Media prend possession de CHRD-FM 105,3 Drummondville qui était en faillite et l'intègre au réseau Énergie le 30 novembre 2001, mais ce fut de courte durée, puisque CHRD fut intégré au nouveau réseau Boom FM le 1er mai 2003.
En janvier 2005, Corus et Astral Media échangent des stations. La transaction est complétée le 27 juin 2005 et CJDM réintégre le réseau Énergie à l'automne. Le réseau devient NRJ à la rentrée 2009.
Le 16 mars 2012, Bell Canada (BCE) annonce son intention de faire l'acquisition d'Astral Média, incluant le réseau NRJ, pour 3,38 milliards de dollars. La transaction a été refusée par le CRTC. Bell Canada a alors déposé une nouvelle demande le 4 mars 2013, qui a été approuvée le 27 juin 2013.
À la rentrée 2015, la licence NRJ n'est pas renouvelée et le réseau redevient Énergie.
Le 8 février 2024, Bell Média annonce la vente de CJDM et CHRD à Arsenal Media. Arsenal a l'intention de désaffilier CJDM, qui rejoindra son réseau O. La transaction est approuvée le 11 mars 2025 et le changement vers la marque O débute le 22 avril 2025.

### Identité visuelle (logo)

Logo entre 2001 et 2005 (Corus Québec)
Logo entre 2005 et 2009, réseau Énergie
Logo entre 2009 et 2014, réseau NRJ
Logo NRJ Drummondville 92,1 de 2014 au 23 août 2015.
Logo de Énergie Drummondville, du 24 août 2015 au 21 avril 2025.

### Slogan
- « Méchante radio » (août 2009 - décembre 2010)
- « La Radio des Hits » (janvier 2011 - août 2015)
- « Toujours en tête » (Août 2015-Juillet 2019)
- « Plus de classiques, Plus de fun » (Août 2019-21 avril 2025)
- « Toujours le meilleur de la musique » (à partir du 22 avril 2025)

## Programmation
La programmation de O 92,1 provient de Drummondville tous les matins de la semaine de 6 h à 9 h.
Le reste de la programmation provient soit du réseau O ("Les grands Bazous"), soit un mini-réseau O régional (AM, PM, retour à la maison), soit une playlist sans animateur (soir et nuit).

## Animateurs à Drummondville ou régional
- Hughes Létourneau (Les 100 000 matins)
- Marie-Pier Yelle (Le Meilleur de la musique AM)
- Caroline Marion (Le Meilleur de la musique PM)
- Francis Lemieux (Le Trafic, Les Hits)

### Anciens animateurs
- Sébastien Benoît
- Karl Blanchard
- Yves Laramée
- Frédérique Marie
- Mélissa Martin
- Gabriel Palardy
- Bob Péloquin
- Claude-René Piette
- Caroline Pratte
- Mélissa Viau